# Hemel Hempstead
Hemel Hempstead – miasto w Anglii, w hrabstwie Hertfordshire, ośrodek administracyjny dystryktu Dacorum, położone nad rzeką Gade, na północny zachód od Londynu. W 2001 roku liczyło 81 143 mieszkańców.
Prawa miejskie zostały przyznane w 1539 roku. Znaczna rozbudowa miasta nastąpiła po zakończeniu II wojny światowej, gdy Hemel Hempstead zostało wyznaczone na jedno z „nowych miast” (new town), gdzie osiedlonych miała zostać część mieszkańców przeludnionego Londynu.
W mieście rozwinął się przemysł precyzyjny oraz papierniczy.
Pochodzi stąd Steven Wilson, muzyk prog-rockowego zespołu Porcupine Tree. Urodził się tu Harry Winks, pomocnik Tottenhamu Hotspur i reprezentant Anglii w piłce nożnej.